# Ernst Kozlicek
Ernst Kozlicek (* 27. Jänner 1931 in Wien; † 16. August 2023 ebenda) war ein österreichischer Fußball-Nationalspieler.

## Karriere
Seine Karriere begann Ernst Kozlicek 1949 beim Meidlinger Klub SC Wacker Wien, zu dem später auch sein jüngerer Bruder Paul Kozlicek kam. Bei Mannschaftsaufstellungen wurde er meistens als „Kozlicek I“ angeführt, zur Unterscheidung von seinem Bruder Paul, der als „Kozlicek II“ geführt wurde.
Dem Brüderpaar winkte auch die gemeinsame Teilnahme an der Fußball-Weltmeisterschaft 1958, nachdem man bereits mit Alfred und Robert Körner 1954 in der Schweiz gute Erfahrungen gemacht hatte. In Schweden erwiesen sich die Gruppengegner mit dem späteren Weltmeister Brasilien, Europameister Sowjetunion sowie England allerdings als zu stark. 1959 traten die beiden Kozlicek-Brüder vom in finanzielle Schwierigkeiten geratenen SC Wacker Wien zum Linzer ASK über, wo sich 1962 die Wege der beiden trennen sollten. Während Paul Kozlicek in Linz blieb, ging Ernst Kozlicek zum 1. Schwechater SC.
Ernst Kozlicek verbrachte die letzten Jahre seines Lebens in einer Seniorenresidenz am Khleslplatz im 12. Wiener Gemeindebezirk Meidling. Er verstarb am 16. August 2023 und hinterließ eine Frau und zwei Töchter.

## Stationen
- SC Wacker Wien (1947–1959)
- LASK Linz (1960–1962)
- SV Schwechat (1963–1965)
- SK Sturm Graz (1965–1966)

## Erfolge
Nationalmannschaft
Von 1954 bis 1958 wirkte er in elf Spielen der Nationalmannschaft mit, in denen er zwei Tore erzielte.
1958 bei der Weltmeisterschaft in Schweden wirkte er in zwei Spielen mit:
- Russland : Österreich 2:0
- Österreich : England 2:2

SC Wacker Wien
- Zentropacup-Finalist: 1951